# Tamura Tadayoshi
Tadayoshi Tamura (sinh ngày 16 tháng 8 năm 1978) là một cầu thủ bóng đá người Nhật Bản.

## Sự nghiệp câu lạc bộ
Tadayoshi Tamura đã từng chơi cho Gamba Osaka.